# Akumulaciono Jezero Butoniga
Akumulaciono Jezero Butoniga är en reservoar i Kroatien.   Den ligger i länet Istrien, i den västra delen av landet, 170 km väster om huvudstaden Zagreb. Akumulaciono Jezero Butoniga ligger 34 meter över havet. Arean är 1,5 kvadratkilometer. I omgivningarna runt Akumulaciono Jezero Butoniga växer i huvudsak blandskog. Den sträcker sig 2,1 kilometer i nord-sydlig riktning, och 1,8 kilometer i öst-västlig riktning.